# 38è Festival Internacional de Cinema de Canes
El 38è Festival Internacional de Cinema de Canes es va dur a terme del 8 al 20 de maig de 1985. La Palma d'Or fou atorgada a Otac na službenom putu d'Emir Kusturica.
El festival va obrir amb Witness, dirigida per Peter Weir i va tancar amb The Emerald Forest, dirigida per John Boorman. El festival va retre tribut a l'actor estatunidenc James Stewart i va exhibir una versió restaurada de la seva pel·lícula del 1954 The Glenn Miller Story, dirigida per Anthony Mann.

## Jurat

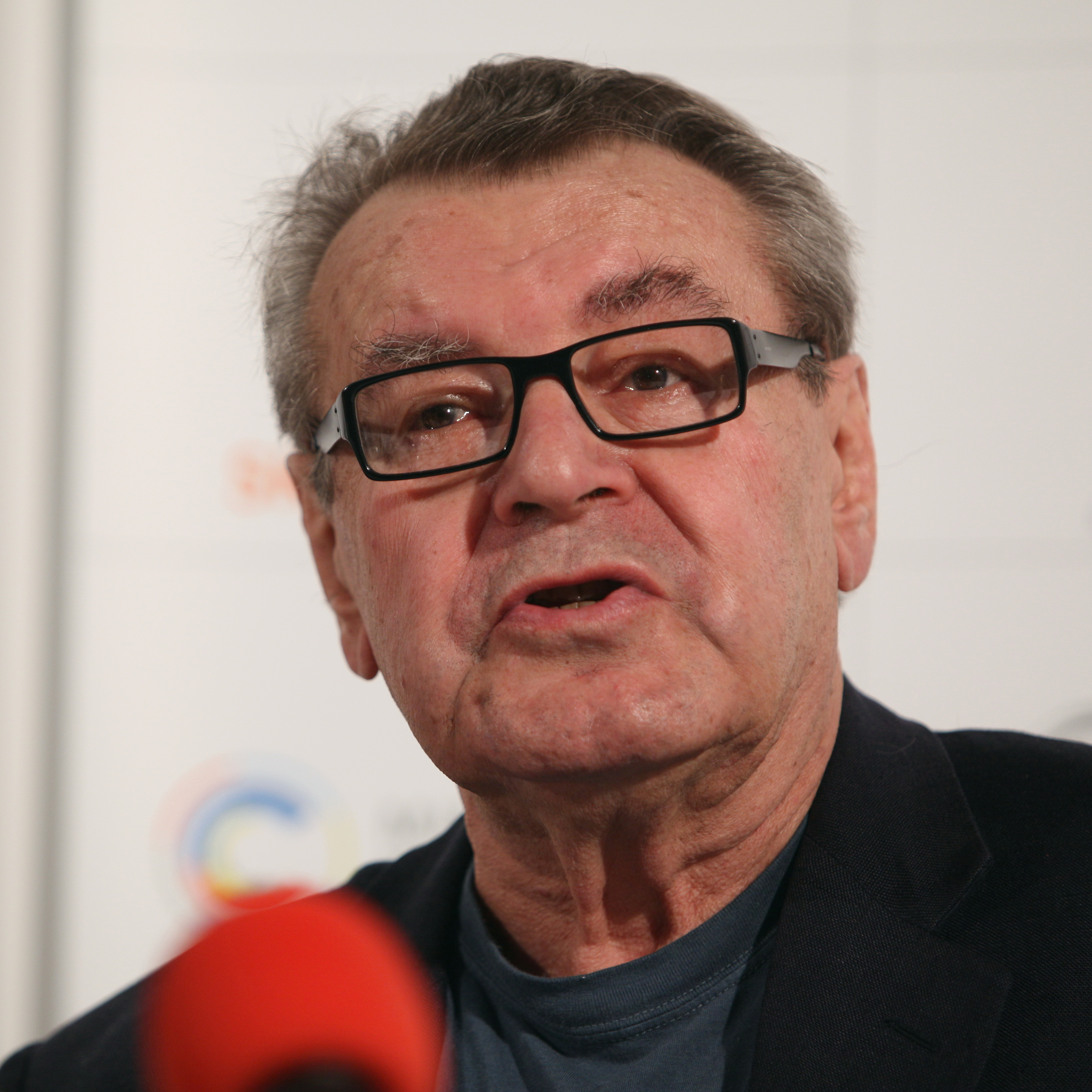
Miloš Forman, president del jurat

### Competició principal
Les següents persones foren nomenades per formar part del jurat de la competició principal en l'edició de 1985:
- Miloš Forman (Txecoslovàquia) President del jurat
- Claude Imbert (França) (periodista)
- Edwin Zbonek (Àustria)
- Francis Veber (França)
- Jorge Amado (Brasil)
- Mauro Bolognini (Itàlia)
- Michel Perez (França)
- Mo Rothman (EUA)
- Néstor Almendros (Espanya)
- Sarah Miles (GB)

### Càmera d'Or
Les següents persones foren nomenades per formar part del jurat de la Càmera d'Or de 1985:
- Bernard Jubard
- Bertrand Van Effenterre (director)
- Joël Magny (crític)
- Jose Vieira Marques (cinèfil)
- Lorenzo Codelli (periodista)
- Peter Cowie (historiador del cinema)

## Selecció oficial

### En competició – pel·lícules
Les següents pel·lícules competiren per la Palma d'Or:
| Títol original                   | Director(s)       | País         |
| -------------------------------- | ----------------- | ------------ |
| Weda'an Bonapart (وداعا بونابرت) | Youssef Chahine   | Egipte       |
| Birdy                            | Alan Parker       | Estats Units |
| Bliss                            | Ray Lawrence      | Austràlia    |
| Poulet au vinaigre               | Claude Chabrol    | França       |
| The Coca-Cola Kid                | Dušan Makavejev   | Austràlia    |
| Oberst Redl                      | István Szabó      | Hongria      |
| Derborence                       | Francis Reusser   | Suïssa       |
| Détective                        | Jean-Luc Godard   | França       |
| Saraba hakobune (さらば箱舟)     | Shūji Terayama    | Japó         |
| Insignificance                   | Nicolas Roeg      | Regne Unit   |
| Joshua Then and Now              | Ted Kotcheff      | Canadà       |
| O Beijo da Mulher Aranha         | Héctor Babenco    | Brasil       |
| La historia oficial              | Luis Puenzo       | Argentina    |
| Scemo di guerra                  | Dino Risi         | Itàlia       |
| Mask                             | Peter Bogdanovich | Estats Units |
| Mishima: A Life in Four Chapters | Paul Schrader     | Estats Units |
| Pale Rider                       | Clint Eastwood    | Estats Units |
| Rendez-vous                      | André Téchiné     | França       |
| Le due vite di Mattia Pascal     | Mario Monicelli   | Itàlia       |
| Отац на службеном путу           | Emir Kusturica    | Iugoslàvia   |

### Un Certain Regard
Les següents pel·lícules foren seleccionades per competir a Un Certain Regard:
- A.K. de Chris Marker
- Ad Sof Halaylah de Eitan Green
- Milyy, dorogoy, lyubimyy, edinstvennyy... de Dinara Asanova
- Il diavolo sulle colline de Vittorio Cottafavi
- Une femme en Afrique de Raymond Depardon
- Himatsuri de Mitsuo Yanagimachi
- Dediščina de Matjaž Klopčič
- Latino de Haskell Wexler
- Das Mal des Todes de Peter Handke
- Monsieur de Pourceaugnac de Michel Mitrani
- Le mystère Alexina de René Féret
- Oriana de Fina Torres
- Padre nuestro de Francisco Regueiro
- A Private Function de Malcolm Mowbray
- Le Thé au harem d'Archimède de Mehdi Charef
- Tokyo-Ga de Wim Wenders

### Pel·lícules fora de competició
Les següents pel·lícules foren seleccionades per ser projectades fora de competició:
- The Emerald Forest de John Boorman
- The Glenn Miller Story de Anthony Mann
- Jumping de Osamu Tezuka
- Die Nacht de Hans-Jürgen Syberberg
- Night Magic de Lewis Furey
- The Purple Rose of Cairo de Woody Allen
- The Satin Slipper (Le soulier de Satin) de Manoel de Oliveira
- Steaming de Joseph Losey
- Witness de Peter Weir

### Curtmetratges en competició
Els següents curtmetratges competien per Palma d'Or al millor curtmetratge:
- L'anniversaire de Georges de Patrick Traon
- Jenitba de Slav Bakalov i Rumen Petkov
- Stop de Krzysztof Kiwerski
- Tusagi de Bondo Shoshitaishvili

## Seccions paral·leles

### Setmana Internacional dels Crítics
Els següents llargmetratges van ser seleccionats per ser projectats per a la vint-i-quatrena Setmana de la Crítica (24e Semaine de la Critique):
- Le Temps détruit de Pierre Beuchot
- Visages de femmes de Désiré Écaré
- Kolp de Roland Suso Richter
- Vertiges de Christine Laurent
- The Color of Blood de Bill Duke
- Fucha de Michai Dudziewicz
- Kletka dlia kanareek de Pàvel Txukhrai
- A Marvada Carne d'André Klotzel

### Quinzena dels directors
Les següents pel·lícules foren exhibides en la Quinzena dels Directors de 1985 (Quinzaine des Réalizateurs):
- A Flash of Green de Victor Nuñez
- Crossover Dreams de Leon Ichaso
- Da Capo de Pekka Lehto, Pirjo Honkasalo
- Dance with a Stranger de Mike Newell
- Desperately Seeking Susan de Susan Seidelman
- Dim Sum: A Little Bit of Heart de Wayne Wang
- Al Hob Fawk Habadet al Haram d'Atef al-Tayyeb
- Ghazl el-Banat de Jocelyne Saab
- Gouloubye Gory d'Eldar Xengelaia
- Impiegati de Pupi Avati
- La ciudad y los perros de Francisco J. Lombardi
- La noche más hermosa de Manuel Gutiérrez Aragón
- Les Anges de Ridha Béhi
- Lieber Karl de Maria Knilli
- Megfelelo Ember Kenyes Feladatra de Janos Kovacsi
- O Erotas tou Odyssea de Vassilis Vafeas
- The Funeral (Osōshiki) de Juzo Itami
- The Innocent de John Mackenzie

## Premis

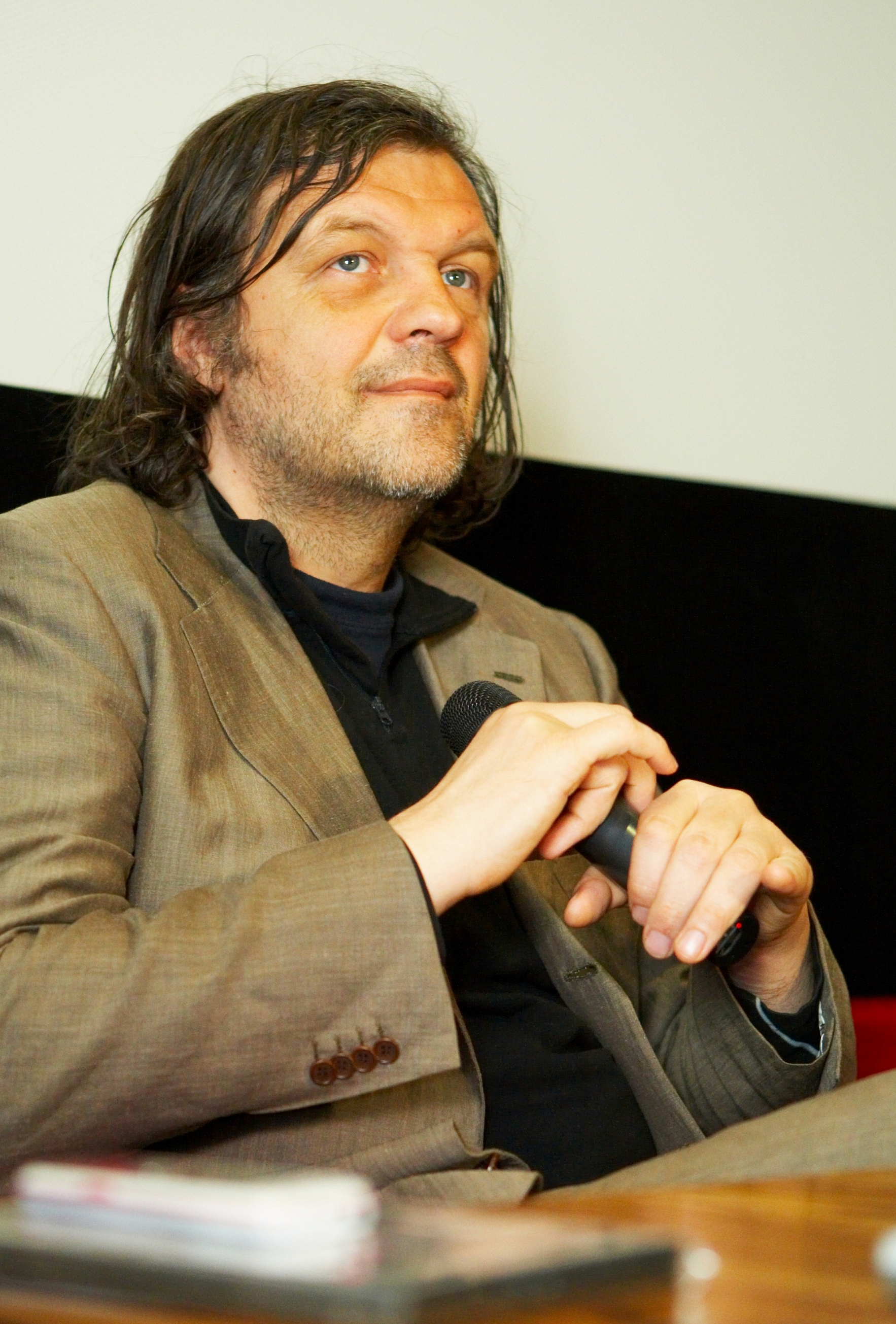
Emir Kusturica, guanyador de la Palma d'Or

### Premis oficials
Els guardonats en les seccions oficials de 1985 foren:
- Palme d'Or: Отац на службеном путу de Emir Kusturica
- Grand Prix: Birdy
- Millor director: André Téchiné per Rendez-vous
- Millor actriu: Norma Aleandro per La historia oficial i Cher per Mask
- Millor actor: William Hurt per O Beijo da Mulher Aranha
- Millor contribució artística: Paul Schrader per Mishima: A Life in Four Chapters
- Premi del Jurat: Oberst Redl

Càmera d'Or
- Caméra d'Or Oriana de Fina Torres

Curtmetratges
- Palma d'Or al millor curtmetratge: Jenitba de Slav Bakalov i Rumen Petkov

### Premis independents
Premis FIPRESCI
- Otac na sluzbenom putu d'Emir Kusturica (En competició)
- The Purple Rose of Cairo de Woody Allen (fora de competició)
- Visages de femmes de Desiré Ecaré (Setmana internacional de la crítica)

Commission Supérieure Technique
- Gran Premi Tècnic: Insignificance de Nicolas Roeg

Jurat Ecumènic
- Premi del Jurat Ecumènic: La historia oficial de Norma Aleandro

Premi de la Joventut
- Pel·lícula estrangera: Dance with a Stranger de Mike Newell
- Pel·lícula francesa: Le Thé au harem d'Archimède de Mehdi Charef

## Mèdia
- INA: Apertura del festival de 1985 (francès)
- INA: Llista de guanyadors del festival de 1985 (francès)